# 10069 Fontenelle
För andra betydelser, se Fontenelle.
10069 Fontenelle eller 1989 CW2 är en asteroid i huvudbältet som upptäcktes den 4 februari 1989 av den belgiske astronomen Eric W. Elst vid La Silla-observatoriet. Den är uppkallad efter den franske författaren Bernard le Bovier de Fontenelle.
Asteroiden har en diameter på ungefär 12 kilometer och den tillhör asteroidgruppen Eos.